# Islotes Marinelli
Die Islotes Marinelli sind eine Gruppe kleiner Inseln im Palmer-Archipel westlich der Antarktischen Halbinsel. In der Gruppe der Melchior-Inseln liegen sie unmittelbar östlich der Sigma-Inseln und nördlich der Tau-Inseln. 
Argentinische Wissenschaftler benannten sie. Der weitere Benennungshintergrund ist nicht überliefert.